# 미야기 가즈야
미야기 가즈야(일본어: 宮城 和也, 1998년 1월 12일~)는 일본의 축구 선수이다.

## 구단 경력
그는 2020년 일본 지역 리그의 FC 티아모 히라카타에 입단했다. 2021년부터 일본 풋볼 리그로 승격했다. 2022년까지 45경기에 출전하여, 4득점을 넣었다. 2022년 7월 FC 오사카로 이적했다. 2022년 일본 풋볼 리그 준우승으로 J3리그로 승격했다.